# 1000 Guineas Stakes
1000 Guineas Stakes är ett engelskt galopplöp för treåriga fullblod (ston) som rids årligen på Newmarket Racecourse i Suffolk i England i april. Det är ett Grupp 1-löp, det vill säga ett löp av högsta internationella klass. Första upplagan av 1000 Guineas Stakes reds 1814, och rids över distansen 1 mile, 1 609 meter.
Den samlade prissumman i löpet är cirka 500 000 pund. 

## Segrare
| År   | Häst               | Jockey             | Tränare               | Tid     |
| ---- | ------------------ | ------------------ | --------------------- | ------- |
| 2022 | Cachet             | James Doyle        | George Boughey        | 1:36.55 |
| 2021 | Mother Earth       | Frankie Dettori    | Aidan O'Brien         | 1:36.37 |
| 2020 | Love               | Ryan Moore         | Aidan O'Brien         | 1:35.80 |
| 2019 | Hermosa            | Wayne Lordan       | Aidan O'Brien         | 1:36.89 |
| 2018 | Billesdon Brook    | Sean Levey         | Richard Hannon Jr.    | 1:36.62 |
| 2017 | Winter             | Wayne Lordan       | Aidan O'Brien         | 1:35.66 |
| 2016 | Minding            | Ryan Moore         | Aidan O'Brien         | 1:36.53 |
| 2015 | Legatissimo        | Ryan Moore         | David Wachman         | 1:34.60 |
| 2014 | Miss France        | Maxime Guyon       | André Fabre           | 1:37.40 |
| 2013 | Sky Lantern        | Richard Hughes     | Richard Hannon Sr.    | 1:36.38 |
| 2012 | Homecoming Queen   | Ryan Moore         | Aidan O'Brien         | 1:40.45 |
| 2011 | Blue Bunting       | Frankie Dettori    | Mahmood al Zarooni    | 1:39.27 |
| 2010 | Special Duty       | Stéphane Pasquier  | Criquette Head-Maarek | 1:39.66 |
| 2009 | Ghanaati           | Richard Hills      | Barry Hills           | 1:34.22 |
| 2008 | Natagora           | Christophe Lemaire | Pascal Bary           | 1:38.99 |
| 2007 | Finsceal Beo       | Kevin Manning      | Jim Bolger            | 1:34.94 |
| 2006 | Speciosa           | Michael Fenton     | Pam Sly               | 1:40.53 |
| 2005 | Virginia Waters    | Kieren Fallon      | Aidan O'Brien         | 1:36.52 |
| 2004 | Attraction         | Kevin Darley       | Mark Johnston         | 1:36.78 |
| 2003 | Russian Rhythm     | Kieren Fallon      | Sir Michael Stoute    | 1:38.43 |
| 2002 | Kazzia             | Frankie Dettori    | Saeed bin Suroor      | 1:37.85 |
| 2001 | Ameerat            | Philip Robinson    | Michael Jarvis        | 1:38.36 |
| 2000 | Lahan              | Richard Hills      | John Gosden           | 1:36.38 |
| 1999 | Wince              | Kieren Fallon      | Henry Cecil           | 1:37.91 |
| 1998 | Cape Verdi         | Frankie Dettori    | Saeed bin Suroor      | 1:37.86 |
| 1997 | Sleepytime         | Kieren Fallon      | Henry Cecil           | 1:37.66 |
| 1996 | Bosra Sham         | Pat Eddery         | Henry Cecil           | 1:37.75 |
| 1995 | Harayir            | Richard Hills      | Dick Hern             | 1:36.72 |
| 1994 | Las Meninas        | John Reid          | Tommy Stack           | 1:36.71 |
| 1993 | Sayyedati          | Walter Swinburn    | Clive Brittain        | 1:37.34 |
| 1992 | Hatoof             | Walter Swinburn    | Criquette Head        | 1:39.45 |
| 1991 | Shadayid           | Willie Carson      | John Dunlop           | 1:38.18 |
| 1990 | Salsabil           | Willie Carson      | John Dunlop           | 1:38.06 |
| 1989 | Musical Bliss      | Walter Swinburn    | Michael Stoute        | 1:42.69 |
| 1988 | Ravinella          | Gary W. Moore      | Criquette Head        | 1:40.88 |
| 1987 | Miesque            | Freddy Head        | François Boutin       | 1:38.48 |
| 1986 | Midway Lady        | Ray Cochrane       | Ben Hanbury           | 1:41.54 |
| 1985 | Oh So Sharp        | Steve Cauthen      | Henry Cecil           | 1:36.85 |
| 1984 | Pebbles            | Philip Robinson    | Clive Brittain        | 1:38.18 |
| 1983 | Ma Biche           | Freddy Head        | Criquette Head        | 1:41.71 |
| 1982 | On The House       | John Reid          | Harry Wragg           | 1:40.45 |
| 1981 | Fairy Footsteps    | Lester Piggott     | Henry Cecil           | 1:40.43 |
| 1980 | Quick As Lightning | Brian Rouse        | John Dunlop           | 1:41.89 |
| 1979 | One In A Million   | Joe Mercer         | Henry Cecil           | 1:43.06 |
| 1978 | Enstone Spark      | Ernie Johnson      | Barry Hills           | 1:41.56 |
| 1977 | Mrs McArdy         | Edward Hide        | Mick Easterby         | 1:40.07 |
| 1976 | Flying Water       | Yves Saint-Martin  | Angel Penna Sr.       | 1:37.83 |
| 1975 | Nocturnal Spree    | Johnny Roe         | Stuart Murless        | 1:41.65 |
| 1974 | Highclere          | Joe Mercer         | Dick Hern             | 1:40.32 |
| 1973 | Mysterious         | Geoff Lewis        | Noel Murless          | 1:42.12 |
| 1972 | Waterloo           | Edward Hide        | Bill Watts            | 1:39.49 |
| 1971 | Altesse Royale     | Yves Saint-Martin  | Noel Murless          | 1:40.90 |
| 1970 | Humble Duty        | Lester Piggott     | Peter Walwyn          | 1:42.13 |
| 1969 | Full Dress         | Ron Hutchinson     | Harry Wragg           | 1:44.53 |
| 1968 | Caergwrle          | Sandy Barclay      | Noel Murless          | 1:40.38 |
| 1967 | Fleet              | George Moore       | Noel Murless          | 1:44.76 |
| 1966 | Glad Rags          | Paul Cook          | Vincent O'Brien       | 1:40.30 |
| 1965 | Night Off          | Bill Williamson    | Walter Wharton        | 1:45.43 |
| 1964 | Pourparler         | Garnie Bougoure    | Paddy Prendergast     | 1:38.82 |
| 1963 | Hula Dancer        | Roger Poincelet    | Etienne Pollet        | 1:42.34 |
| 1962 | Abermaid           | Bill Williamson    | Harry Wragg           | 1:39.36 |
| 1961 | Sweet Solera       | Bill Rickaby       | Reginald Day          | 1:38.14 |
| 1960 | Never Too Late     | Roger Poincelet    | Etienne Pollet        | 1:39.89 |
| 1959 | Petite Etoile      | Doug Smith         | Noel Murless          | 1:40.36 |
| 1958 | Bella Paola        | Serge Boullenger   | François Mathet       | 1:38.75 |
| 1957 | Rose Royale        | Charlie Smirke     | Alec Head             | 1:39.15 |
| 1956 | Honeylight         | Edgar Britt        | Charles Elsey         | 1:39.15 |
| 1955 | Meld               | Harry Carr         | Cecil Boyd-Rochfort   | 1:42.16 |
| 1954 | Festoon            | Scobie Breasley    | Noel Cannon           | 1:38.90 |
| 1953 | Happy Laughter     | Manny Mercer       | Jack Jarvis           | 1:45.05 |
| 1952 | Zabara             | Ken Gethin         | Vic Smyth             | 1:40.92 |
| 1951 | Belle of All       | Gordon Richards    | Norman Bertie         | 1:44.80 |
| 1950 | Camaree            | Rae Johnstone      | Alexandre Lieux       | 1:37.00 |
| 1949 | Musidora           | Edgar Britt        | Charles Elsey         | 1:40.00 |
| 1948 | Queenpot           | Gordon Richards    | Noel Murless          | 1:41.80 |
| 1947 | Imprudence         | Rae Johnstone      | Joseph Lieux          | 1:46.00 |
| 1946 | Hypericum          | Doug Smith         | Cecil Boyd-Rochfort   | 1:41.60 |
| 1945 | Sun Stream         | Harry Wragg        | Walter Earl           | 1:45.40 |
| 1944 | Picture Play       | Charlie Elliott    | John E. Watts         | 1:40.20 |
| 1943 | Herringbone        | Harry Wragg        | Walter Earl           | 1:41.00 |
| 1942 | Sun Chariot        | Gordon Richards    | Fred Darling          | 1:39.60 |
| 1941 | Dancing Time       | Dick Perryman      | Joseph Lawson         | 1:40.80 |
| 1940 | Godiva             | Doug Marks         | William Rose Jarvis   | 1:40.60 |
| 1939 | Galatea            | Bobby Jones        | Joseph Lawson         | 1:38.60 |
| 1938 | Rockfel            | Sam Wragg          | Ossie Bell            | 1:39.00 |
| 1937 | Exhibitionnist     | Steve Donoghue     | Joseph Lawson         | 1:44.00 |
| 1936 | Tide-way           | Dick Perryman      | Colledge Leader       | 1:41.80 |
| 1935 | Mesa               | Rae Johnstone      | Albert Swann          | 1:43.00 |
| 1934 | Campanula          | Harry Wragg        | Jack Jarvis           | 1:39.00 |
| 1933 | Brown Betty        | Joe Childs         | Cecil Boyd-Rochfort   | 1:39.40 |
| 1932 | Kandy              | Charlie Elliott    | Frank Carter          | 1:44.00 |
| 1931 | Four Course        | Charlie Elliott    | Fred Darling          | 1:39.80 |
| 1930 | Fair Isle          | Tommy Weston       | Frank Butters         | 1:42.00 |
| 1929 | Taj Mah            | Wally Sibbritt     | Juan Torterolo        | 1:40.40 |
| 1928 | Scuttle            | Joe Childs         | William Rose Jarvis   | 1:44.20 |
| 1927 | Cresta Run         | Arthur Balding     | Peter Gilpin          | 1:38.00 |
| 1926 | Pillion            | Dick Perryman      | John Watson           | 1:42.00 |
| 1925 | Saucy Sue          | Frank Bullock      | Alec Taylor Jr.       | 1:42:40 |
| 1924 | Plack              | Charlie Elliott    | Jack Jarvis           | 1:39.60 |
| 1923 | Tranquil           | Ted Gardner        | George Lambton        | 1:39.00 |
| 1922 | Silver Urn         | Brownie Carslake   | Atty Persse           | 1:40.00 |
| 1921 | Bettina            | George Bellhouse   | Percy Linton          | 1:44.60 |
| 1920 | Cinna              | Billy Griggs       | Tom Waugh Sr.         | 1:40.40 |
| 1919 | Roseway            | Albert Whalley     | Frank Hartigan        | 1:47.60 |
| 1918 | Ferry              | Brownie Carslake   | George Lambton        | 1:46.40 |
| 1917 | Diadem             | Fred Rickaby Jr.   | George Lambton        | 1:43.00 |
| 1916 | Canyon             | Fred Rickaby Jr.   | George Lambton        | 1:40.00 |
| 1915 | Vaucluse           | Fred Rickaby Jr.   | Frank Hartigan        | 1:40.8  |
| 1914 | Princess Dorrie    | Bill Huxley        | Charles Morton        | 1:42.00 |
| 1913 | Jest               | Fred Rickaby Jr.   | Charles Morton        | 1:40.8  |
| 1912 | Tagalie            | Les Hewitt         | Dawson Waugh          | 1:39.60 |
| 1911 | Atmah              | Freddie Fox        | Fred Pratt            | 1:38.40 |
| 1910 | Winkipop           | Barry Lynham       | Willie Waugh          | 1:41.00 |
| 1909 | Electra            | Bernard Dillon     | Peter Gilpin          | 1:40.4  |
| 1908 | Rhodora            | Lucien Lyne        | James Allen           | 1:43.8  |
| 1907 | Witch Elm          | Barry Lynham       | Jack Robinson         | 1:42.6  |
| 1906 | Flair              | Bernard Dillon     | Peter Gilpin          | 1:40.6  |
| 1905 | Cherry Lass        | George McCall      | Jack Robinson         | 1:43.40 |
| 1904 | Pretty Polly       | Willie Lane        | Peter Gilpin          | 1:40.00 |
| 1903 | Quintessence       | Herbert Randall    | Jim Chandler          | 1:48.0  |
| 1902 | Sceptre            | Herbert Randall    | Bob Sievier           | 1:40.2  |
| 1901 | Aida               | Danny Maher        | George Blackwell      | 1:44.6  |
| 1900 | Winifreda          | Sam Loates         | Tom Jennings Jr.      | 1:46.00 |
| 1899 | Sibola             | Tod Sloan          | John Huggins          | 1:44.20 |
| 1898 | Nun Nicer          | Sam Loates         | Willie Waugh          | 1:48.60 |
| 1897 | Chelandry          | John Watts         | William Walters Jr.   | 1:42.60 |
| 1896 | Thais              | John Watts         | Richard Marsh         | 1:46.20 |
| 1895 | Galeottia          | Fred Pratt         | James Ryan            | 1:47.20 |
| 1894 | Amiable            | Walter Bradford    | George Dawson         | 1:46.00 |
| 1893 | Siffleuse          | Tommy Loates       | Percy Peck            | 1:53.00 |
| 1892 | La Fleche          | George Barrett     | John Porter           | 1:52.40 |
| 1891 | Mimi               | Fred Rickaby       | Mathew Dawson         | 1:44.20 |
| 1890 | Semolina           | John Watts         | George Dawson         | 1:48.80 |
| 1889 | Minthe             | Jimmy Woodburn     | Mathew Dawson         | 1:52.00 |
| 1888 | Briar-root         | Billy Warne        | James Ryan            | 1:44.00 |
| 1887 | Reve d'Or          | Charles Wood       | Alec Taylor Sr.       | 1:47.60 |
| 1886 | Miss Jummy         | John Watts         | Richard Marsh         | 1:52.40 |
| 1885 | Farewell           | George Barrett     | John Porter           | 1:47.80 |
| 1884 | Busybody           | Tom Cannon Sr.     | Tom Cannon Sr.        | 1:47.00 |
| 1883 | Hauteur            | George Fordham     | Tom Jennings Jr.      | 1:52.80 |
| 1882 | St Marguerite      | Charles Wood       | R. Sherrard           | 1:55.40 |
| 1881 | Thebais            | George Fordham     | Alec Taylor Sr.       | 1:50.00 |
| 1880 | Elizabeth          | Charles Wood       | Joseph Dawson         | 1:56.00 |
| 1879 | Wheel of Fortune   | Fred Archer        | Mathew Dawson         | 1:54.00 |
| 1878 | Pilgrimage         | Tom Cannon Sr.     | Joe Cannon            | 2:00.00 |
| 1877 | Belphoebe          | Harry Jeffery      | George Bloss          |         |
| 1876 | Camelia            | Tom Glover         | T. Cunnington         |         |
| 1875 | Spinaway           | Fred Archer        | Mathew Dawson         |         |
| 1874 | Apology            | John Osborne Jr.   | William Osborne       |         |
| 1873 | Cecilia            | Jack Morris        | Mathew Dawson         |         |
| 1872 | Reine              | Henry Parry        | Tom Jennings Sr.      |         |
| 1871 | Hannah             | Charlie Maidment   | Joseph Hayhoe         |         |
| 1870 | Hester             | Jemmy Grimshaw     | Joseph Dawson         |         |
| 1869 | Scottish Queen     | George Fordham     | John Day              |         |
| 1868 | Formosa            | George Fordham     | Henry Woolcott        |         |
| 1867 | Achievement        | Harry Custance     | James Dover           |         |
| 1866 | Repulse            | Tom Cannon Sr.     | John Day              |         |
| 1865 | Siberia            | George Fordham     | John Day              |         |
| 1864 | Tomato             | John Wells         | Joseph Hayhoe         | 1:53.00 |
| 1863 | Lady Augusta       | Arthur Edwards     | Joseph Dawson         |         |
| 1862 | Hurricane          | Tom Ashmall        | John Scott            |         |
| 1861 | Nemesis            | George Fordham     | William Harlock       | 1:50.00 |
| 1860 | Sagitta            | Tom Aldcroft       | John Scott            |         |
| 1859 | Mayonaise          | George Fordham     | Tom Taylor            |         |
| 1858 | Governess          | Tom Ashmall        | Tom Eskrett           |         |
| 1857 | Imperieuse         | Nat Flatman        | John Scott            | 1:53.00 |
| 1856 | Manganese          | John Osborne Jr.   | John Osborne          |         |
| 1855 | Habena             | Sam Rogers         | William Butler Jr.    |         |
| 1854 | Virago             | John Wells         | John Barham Day       |         |
| 1853 | Mentmore Lass      | Jack Charlton      | W. King               |         |
| 1852 | Kate               | Alfred Day         | J. Woolcott           |         |
| 1851 | Aphrodite          | Job Marson         | Alec Taylor Sr.       |         |
| 1850 | Lady Orford        | Frank Butler       | W. Beresford          |         |
| 1849 | The Flea           | Alfred Day         | John Day              |         |
| 1848 | Canezou            | Frank Butler       | John Scott            |         |
| 1847 | Clementina         | Nat Flatman        | Montgomery Dilly      |         |
| 1846 | Mendicant          | Sam Day            | John Day              |         |
| 1845 | Pic-Nic            | William Abdale     | John Kent Jr.         |         |
| 1844 | Sorella            | Jem Robinson       | William Butler Jr.    |         |
| 1843 | Extempore          | Sam Chifney Jr.    | Bobby Pettit          |         |
| 1842 | Firebrand          | Sam Rogers         | John Kent Jr.         |         |
| 1841 | Potentia           | Jem Robinson       | George Payne          |         |
| 1840 | Crucifix           | John Barham Day    | John Barham Day       |         |
| 1839 | Cara               | George Edwards     | Charles Marson        |         |
| 1838 | Barcarolle         | Edward Edwards     | W. Edwards            |         |
| 1837 | Chapeau d'Espagne  | John Barham Day    | John Barham Day       |         |
| 1836 | Destiny            | John Barham Day    | John Barham Day       |         |
| 1835 | Preserve           | Nat Flatman        | R. Prince Jr.         |         |
| 1834 | May-day            | John Barham Day    | John Doe              |         |
| 1833 | Tarantella         | E. Wright          | John Robinson         |         |
| 1832 | Galata             | Bill Arnull        | Charles Marson        |         |
| 1831 | Galantine          | Patrick Conolly    | H. Scott              |         |
| 1830 | Charlotte West     | Jem Robinson       | James Edwards         |         |
| 1829 | Young Mouse        | Bill Arnull        | Dixon Boyce           |         |
| 1828 | Zoe                | Jem Robinson       | Bobby Pettit          |         |
| 1827 | Arab               | Frank Buckle       | Robert Robson         |         |
| 1826 | Problem            | John Barham Day    | Robert Robson         |         |
| 1825 | Tontine            |                    | Robert Robson         |         |
| 1824 | Cobweb             | Jem Robinson       | James Edwards         |         |
| 1823 | Zinc               | Frank Buckle       | Robert Robson         |         |
| 1822 | Whizgig            | Frank Buckle       | Robert Robson         |         |
| 1821 | Zeal               | Frank Buckle       | Robert Robson         |         |
| 1820 | Rowena             | Frank Buckle       | Robert Robson         |         |
| 1819 | Catgut             |                    | Robert Robson         |         |
| 1818 | Corinne            | Frank Buckle       | Robert Robson         |         |
| 1817 | Neva               | Bill Arnull        | Dixon Boyce           |         |
| 1816 | Rhoda              | Sam Barnard        | Dixon Boyce           |         |
| 1815 | Filly by Selim     | Bill Clift         | Richard Prince        |         |
| 1814 | Charlotte          | Bill Clift         | Tom Perren            |         |